# Structured Inventory of Malingered Symptomatology
Lo Structured Inventory of Malingered Symptomatology (SIMS) è un test psicologico che era usato per misurare la tendenza ad amplificare sintomatologie neurologiche e psichiatriche.[1]     È un test che la cattedra padovana di Psicologia Forense consiglia nello screening di soggetti simulatori. Un recente sudio di psicologia giuridica riferisce "I risultati ottenuti sul campione di sviluppo del test hanno evidenziato che le scale individuali presentano un’elevata efficienza nella discriminazione fra soggetti simulatori e soggetti sinceri con un’efficienza che va da 75,12% (scala P) a 88,24% (scala AM). Inoltre il punteggio totale risulta essere il miglior indicatore per distinguere i simulatori dai non simulatori all’interno del campione di sviluppo. Quando tutti i gruppi sperimentali sono stati raggruppati in un unico gruppo di simulatori il punteggio totale ha dimostrato un’accuratezza del 94,96%. Il test, comunque presenta un’alta sensibilità nel rilevare i simulatori e una validità discriminante superiore a quella delle scale F e K dell’MMPI-2 (Rogers 2008)17, infatti i dati in letteratura definiscono il SIMS un valido strumento di screening, con ottimi tassi di sensibilità e specificità complessive. Rogers dimostrò, nella sua rassegna di studi condotte dal 1992 al 200618, come questo strumento presenti un’ottima accuratezza discriminativa attestata, pressoché in ogni ricerca, da alti valori di sensibilità e specificità. ([1]  ASSOCIAZIONE ITALIANA DI PSICOLOGIA GIURIDICA CORSO DI FORMAZIONE IN PSICOLOGIA GIURIDICA E PSICOPATOLOGIA FORENSE 2017 SIMULAZIONE DELLE MALATTIE MENTALI IN AMBITO FORENSE: NUOVI STRUMENTI VALUTATIVI  ( https://aipgitalia.org/wp-content/uploads/2017/02/paganin_2017.pdf).
Il SIMS è consigliato come strumento nei corsi di Psicologia giuridica e le note (2) riportate da Rogers (successivamente forse poco ben recensite) indicano "  Subject to future cross-validation, the SC scale evidenced the highest effect size (d = 2.01) and appeared the most effective at ruling out examinees, who have a high likelihood of genuine responding". Il dato rimanda per le note sotto, alla affidabilità di chi redige le voci.
Secondo altri il SIMS non fornisce risultati validi circa una eventuale simulazione di malattia.  Questi sostengono come, da un punto di vista psicometrico, SIMS mostra una specificità molto bassa. Ad esempio, Richard Rogers et al. [2] calcolato la specificità] come solo 0,28: "il punteggio di taglio totale SIMS raccomandato di > 14 ha funzionato male, perché anche i rispondenti più autentici hanno superato questo punteggio di taglio ...” [2]  .... “Almeno per questi pazienti, è necessario un punteggio di taglio totale SIMS molto più alto (> 44) per ottenere una specificità più elevata ..” [2] Più di due terzi dei legittimi pazienti psichiatrici nella ricerca di Rogers sono stati classificati erroneamente dal SIMS come non malati, come riportano solo falsamente i sintomi.[2]
Lo SIMS si presenta come questionario composto da 75 item a risposta dicotomica (vero o falso).  Il testo del questionario SIMS è costituito da legittimi sintomi medici, neurologici, neuropsicologici e psichiatrici, per esempio “47. Sono sempre depresso,” "52. Non mi sembra di avere la stessa energia che avevo una volta," e “32. Ho problemi a dormire.”[3,4,5,6,7]  Particolarmente frequenti a SIMS sono i sintomi di commozione cerebrale e di colpo di frusta,[8] per esempio “23. Per me è difficile di camminare a causa dei miei problemi di equilibrio,” “30. Ho difficoltà a ricordarmi la data di oggi,” e “20. Il mio problema maggiore è che il mio cervello è danneggiato.”  Alcuni sintomi neurologici nello SIMS sono comuni nei pazienti feriti in incidenti automobilistici, ad esempio, “44. C’ è un suono costante nelle mie orecchie” (questo sintomo è noto in neuropsicologia come acufene), “1. A volte perdo tutta la sensibilità della mano come se avessi su un guanto,” (questo sintomo è noto in neurologia inglese come “glove - stocking syndrome”), e “39. Sento un dolore nel mio corpo come se avessi degli insetti che strisciano sotto la pelle” (questo sintomo è noto in neurologia inglese come “formication”). [8]  I pazienti con legittimi problemi medici sono classificati erroneamente con lo SIMS come non onesti.  Più sintomi medici o psicologici segnalano onestamente questi pazienti, più è probabile che vengano classificati erroneamente come cercando di imbrogliare o ad amplificare la sintomatologia.  Le statistiche meta-analitiche mostrano che il SIMS non distingue tra pazienti legittimi e persone che segnalano falsamente sintomi medici.[9]
Questo test secondo alcuni sta danneggiando i pazienti legittimi privandoli di trattamenti psicologici e medici.[10] Il SIMS è stato tradotto ed adattato in varie lingue europee: tedesco,[11] spagnolo,[12] olandese,[13] italiano,[14] portoghese,[15] e turco.[16]